# Mülbach
Mülbach ist eine Ortsgemeinde im Eifelkreis Bitburg-Prüm in Rheinland-Pfalz. Sie gehört der Verbandsgemeinde Bitburger Land an.

## Geographie
Mülbach liegt in der Eifel westlich von Bitburg am Unterlauf des Mühlbachs. Zur Gemeinde gehören auch der Weiler Tempelhof sowie der Wohnplatz Deltenhof.
Nachbarorte sind Oberweis im Südosten, Olsdorf im Südwesten, Brimingen mit Hisel im Westen und Baustert im Nordwesten.

## Geschichte
Ein ausgedehntes Trümmerfeld im Gemarkungsbereich Tempelhof weist auf eine Besiedlung in römischer Zeit hin. Die erste urkundliche Erwähnung des Ortes erfolgte im Jahre 1177 als Molbach. Vor 1325 zur Luxemburger Unterpropstei gehörend, ging der Ort in der Folgezeit an die Herrschaften Bettingen und Neuerburg über.
Die Inbesitznahme des Linken Rheinufers durch französische Revolutionstruppen beendete die alte Ordnung. Der Ort wurde von 1798 bis 1814 Teil der Französischen Republik (bis 1804) und anschließend des Französischen Kaiserreichs. Verwaltungstechnisch war er der Mairie Oberweis im Arrondissement Bitbourg (Bitburg) des Departements der Wälder zugeordnet. Nach der Niederlage Napoleons kam Mülbach aufgrund der 1815 auf dem Wiener Kongress getroffenen Vereinbarungen zum Königreich Preußen und gehörte nun zum Kreis Bitburg des Regierungsbezirks Trier, der 1822 Teil der neu gebildeten preußischen Rheinprovinz wurde.
Als Folge des Ersten Weltkriegs war die gesamte Region dem französischen Abschnitt der Alliierten Rheinlandbesetzung zugeordnet. Nach dem Zweiten Weltkrieg wurde Mülbach innerhalb der französischen Besatzungszone Teil des damals neu gebildeten Landes Rheinland-Pfalz. Das bis zu diesem Zeitpunkt bestehende Amt Oberweis wurde 1970 im Zuge der rheinland-pfälzischen Kommunalreform aufgeteilt. Mülbach gehörte zu der südöstlichen Hälfte, die mit anderen Ämtern zur Verbandsgemeinde Bitburg-Land zusammengeschlossen wurde, die wiederum zum 1. Juli 2014 in die Verbandsgemeinde Bitburger Land aufging.
Bevölkerungsentwicklung
Die Entwicklung der Einwohnerzahl von Mülbach, die Werte von 1871 bis 1987 beruhen auf Volkszählungen:
| Jahr | Einwohner |
| ---- | --------- |
| 1815 | 35        |
| 1835 | 82        |
| 1871 | 99        |
| 1905 | 113       |
| 1939 | 133       |
| 1950 | 124       |
| 1961 | 117       |

| Jahr | Einwohner |
| ---- | --------- |
| 1970 | 116       |
| 1987 | 112       |
| 1997 | 129       |
| 2005 | 111       |
| 2011 | 120       |
| 2017 | 112       |
| 2023 | 121       |

## Politik

### Gemeinderat
Der Gemeinderat in Mülbach besteht aus sechs Ratsmitgliedern, die bei der Kommunalwahl am 9. Juni 2024 in einer Mehrheitswahl gewählt wurden, und dem ehrenamtlichen Ortsbürgermeister als Vorsitzendem.

### Bürgermeister
Stephan Koch wurde am 5. September 2024 Ortsbürgermeister von Mülbach. Da bei der Direktwahl am 9. Juni 2024 der einzige Kandidat knapp die absolute Mehrheit verfehlte und für eine am 8. September 2024 angesetzte Wiederholungswahl kein Wahlvorschlag eingereicht wurde, erfolgte die Wahl gemäß rheinland-pfälzischer Gemeindeordnung durch den Rat der Gemeinde.
Kochs Vorgänger war seit 2014 Stefan Weil. Dessen Vorgänger Rudolf Schüller hatte das Amt von 1989 bis 2014 inne.

### Wappen
| Wappen der Ortsgemeinde Mülbach | Blasonierung: „Geteilt von einem blauen Schräglinksfluss, der oben in Gold von einem roten Tempel und unten in Silber von einem blauen Mühlrad begleitet ist.“ |
| Wappen der Ortsgemeinde Mülbach | Wappenbegründung: „Der blaue Wellenbalken, symbolisierend den Mühlenbach, teilt das Wappen in einen roten Tempel auf gelbem Grund, der für die Anwesenheit der Tempelritter steht und die Farben der Grafschaft Manderscheid trägt[,] sowie in ein blaues Mühlrad auf silbernem Grund, symbolisierend die Mühlen mit den luxemburgischen Landesfarben.“ |

## Sehenswürdigkeiten
Eine längsrechteckige, dreiseitig schließende Kapelle zeigt im Türgewände die Datierung 1876 und die Initialen des Erbauers. Sie wurde 1975 restauriert und befindet sich in Privatbesitz.

## Wirtschaft und Infrastruktur

### Wirtschaft
Die erwerbstätigen Einwohner pendeln überwiegend nach Bitburg und in das benachbarte Luxemburg. Im Ort besteht ein landwirtschaftliches Lohnunternehmen.

### Verkehr
Die Gemeinde liegt an der Kreisstraße K 65, über die auch eine Verbindung zur unmittelbar südlich von Mülbach verlaufenden Bundesstraße 50 gegeben ist.